# زافانتينا
زافانتينا بلدية في ولاية سانتا كاتارينا في المنطقة الجنوبية من البرازيل.